# 菅野よう子
菅野 よう子（かんの ようこ、Yoko Kanno、1963年3月18日 - ）は、日本の作曲家・編曲家・演奏家・音楽プロデューサー。宮城県仙台市出身。主にアニメ、ゲーム、CM、ドラマ、映画の音楽を手掛けている。Meow on the Bridge（音楽事務所）、Captain Duckling Records（音楽レーベル）所属。本名は菅野 洋子（読みは同じ）。チェリストの溝口肇は元夫である。
即興ピアニスト・作曲家の菅野洋子とは、同姓同名であるうえ宮城県出身、早稲田大学出身という経歴も似ているが別人である。

## 来歴
音楽との出会いは2歳のころ、親戚の家にあったピアノの前から離れない娘を見て、親がピアノを買った。幼いころから言葉で話すよりも音で表現するほうが楽だったといい、頭に浮かぶことをメロディにして遊んでいた。小学校時代は数々のコンクールで優勝し、1974年にヤマハ・ジュニア・オリジナル・コンサート（JOC）全国大会で川上賞を受賞する。ヤマハ・ジュニア・オリジナル・コンサートの作曲コンクールの審査員をしていた芥川也寸志からアドバイスをもらう。また、知遇を得て芥川也寸志、安川加寿子にごく短い一時期作曲、ピアノを師事。ただし、音楽理論については先生について学んだというよりは、ほぼスタジオ現場で独学で身に付けた。
中学校から仙台向山高校にかけては吹奏楽部に所属し、いろいろな楽器の編曲を楽しむ。当時は文学少女で、小説家になろうと早稲田大学第一文学部に進学するが、入部した軽音楽サークルのOBの伝手で音楽業界の仕事に関わり始める。
1985年に光栄（現コーエーテクモゲームス）の歴史シミュレーションゲーム『三國志』の音楽を手がけて作曲家デビュー。以後、光栄のゲームでは「信長の野望シリーズ」や「大航海時代シリーズ」なども担当する。1986年にはバンド「てつ100%」のキーボード奏者としてレコードデビューし、同時期にはアルバイトでおニャン子クラブのバックバンドにも参加した。バンド解散後は演奏家としてレコーディングやライブに参加し、作曲家として今井美樹、小泉今日子、SMAPなどの歌手への楽曲提供・プロデュースを行う。
1991年より広告業界で多数のCMソングを作曲。手がけた作品は1000曲を超え「CMソングの女王」という呼び名もある。1998年にはCM音楽賞の最高峰ともいえる三木鶏郎広告音楽賞を受賞した。映画監督の中島哲也や石川寛とはこの分野で知り合い、テレビドラマや映画の音楽を担当している。

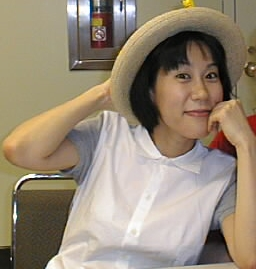
1999年

1994年の『マクロスプラス』よりアニメのサウンドトラック（劇伴）制作を担当。アニメ監督の河森正治や渡辺信一郎とは以後の作品でもコンビを組むことになる。日本ゴールドディスク大賞（アニメアルバム部門）を受賞した『カウボーイビバップ』ほか『∀ガンダム』、『攻殻機動隊 STAND ALONE COMPLEX』などの音楽を担当し、『創聖のアクエリオン』『マクロスF』などのシングル・アルバムヒットも生む。また、声優の坂本真綾を9年間にわたり、音楽面でプロデュースした。
2011年3月11日の東北地方太平洋沖地震では出身地の宮城県が被災地となったが、発生翌日に応援ソング「きみでいて ぶじでいて」をYouTube上で公開し反響を呼んだ。同年の第62回NHK紅白歌合戦ではオープニングテーマ「1231」を担当。2012年にはNHK東日本大震災プロジェクトのテーマソング「花は咲く」を作曲、同年の第63回NHK紅白歌合戦ではコーラス指揮と審査員を担当。その後もNHK関連の仕事が続き、連続テレビ小説『ごちそうさん』、大河ドラマ『おんな城主 直虎』の音楽を担当する。

## 年表
- 1963年[1] - 宮城県仙台市で生まれる。父は日本文学の研究家、母は元看護婦、兄弟は5歳上の兄がいる。
- 1967年 - 近所のピアノ教室に通い始める。中学生クラスに入るが、教師から「もっと子供らしい曲を作りなさい」と言われる[3]。
- 1974年 - ヤマハ・ジュニア・オリジナル・コンサート全国大会で川上賞を受賞。
- 1982年[1] - 早稲田大学入学。すぐに軽音楽サークルでアマチュア活動を始め、大学には1週間しか行っていない[3]。
- 1985年 - PCゲーム『三國志』の音楽で職業作曲家デビュー。てつ100%のキーボードを担当し、第30回ヤマハポピュラーソングコンテストで優秀曲賞を受賞[16]。
- 1986年 - てつ100%のメンバーとしてCBSソニーからメジャーデビュー。1989年まで活動し、菅野は作編曲も担当。
- 1991年[1] - 音楽制作会社GRAND FUNKの金橋豊彦代表に誘われ、広告音楽の仕事を始める。
- 1994年 - OVA『マクロスプラス』の音楽を制作。イスラエル・フィルハーモニー管弦楽団と自身初の海外録音。
- 1995年 - 今井美樹のアルバム『Love Of My Life』およびコンサートの音楽プロデュース。それをきっかけに知り合った作詞家岩里祐穂と、「今井美樹に似た声の」（菅野）声優坂本真綾の歌手プロデュースを手掛けるようになる。
- 1996年 - 『僕は勉強ができない』（山本泰彦監督作）より実写映画の音楽を手がける。
- 1998年 - Crystal Kayに提供した「Eternal Memories」（サントリービタミンウォーターCMソング）にて三木鶏郎広告音楽賞を受賞。
- 1999年 - 『COWBOY BEBOP オリジナルサウンドトラック』が日本ゴールドディスク大賞アニメーション・アルバム・オブ・ザ・イヤーを受賞。
- 2003年 - 『攻殻機動隊 STAND ALONE COMPLEX』にて東京アニメアワード音楽賞を受賞。2013年までに計5回受賞。
- 2007年 - AKINO from bless4に提供した「創聖のアクエリオン」（2005年）がCMソングとしてヒット。大韓民国で初の海外公演を行う。
- 2009年 - 7月7日に親しい音楽家たちを集め、さいたまスーパーアリーナで「超時空七夕ソニック」を開催。最後に「Gabriela Robin（ガブリエラ・ロビン）」として1曲歌う。
- 2012年 - NHK東日本大震災プロジェクトテーマソング「花は咲く」を作曲。
- 2013年 - NHK連続テレビ小説『ごちそうさん』の音楽を担当。アメリカ・ボルチモアで開催されたイベント「Otakon 2013」に参加し、プロジェクト「piano me」によるライブパフォーマンスを披露[17]。プロジェクトに真鍋大度、zAk（相対性理論）などが参加[17]。同年12月中国の北京大学と明治大学が連携して開催した「第5回日本マンガ・アニメ文化先端講座」でゲスト講師を担当[18]。
- 2017年 - NHK大河ドラマ『おんな城主 直虎』の音楽を担当。本人認証した楽譜の販売サイトMeow on the Bridgeが開設。
- 2018年 - 米国アカデミー賞を主催する映画芸術科学アカデミーの会員の一人として招待される[19]。
- 2019年 - フライングドッグ10周年記念ライブ「犬フェス！」出演をインフルエンザ発症のためキャンセル[20]。同年11月「天皇陛下御即位をお祝いする国民祭典」にて奉祝曲『Ray of Water』を作曲、演奏を指揮[21]。
- 2020年 - 新型コロナウイルス感染症による外出自粛期間にシートベルツのオンライン演奏企画「Session Starducks」を開催。7月7日、「オンライン七夕まつり」を開催。
- 2021年 - 11月に米ロサンゼルスで行われる実写版ドラマ『カウボーイビバップ』のプレミアイベントに参加。
- 2022年 - 公式サイトとTwitterアカウントを開設。Twitterに関しては「地球でお留守番の秘書Bがツイート」としている。
- 2023年 - NHK総合テレビ「うたコン」1月31日放送回に生出演。May'n・中島愛とともにマクロスF主題歌『ライオン』を披露した[22][23]。同年12月にニューヨークのタウンホールで開催された「COWBOY BEBOP 25TH ANNIVERSARY CONCERT」でサプライズゲストとして舞台挨拶した[24]。
- 2024年 - 『崩壊：スターレイル』2024年度クリエイターコンテスト「マルチバースの瞬き」 音楽エリアの選考委員と、「ACC TOKYO CREATIVITY AWARDS」フィルムクラフト部門の審査員を担当。12月に横浜で開催される「Montreux Jazz Festival Japan 2024」にSEATBELTSのメンバーを率いて二日連続出演。山根麻以とIlaria Grazianoはゲストとして登場。
- 2025年
  - 3月にスペイン・カナリア諸島で行われるイベント「Tenerife Noir 2025」にライブ出演[25]。後ほどニューヨークのタウンホールでライブ開催[26]。
  - NHK総合テレビ「うたコン」3月11日放送回に生出演。ピアノ演奏とともに出演者全員で『花は咲く』を歌唱した[27]。
  - 同年6月24日放送回も生出演。中島愛とともに大阪・関西万博の河森正治プロデュースのパビリオン「いのちめぐる冒険」の超時空シアター主題歌『499秒』と マクロスF挿入歌『星間飛行』を披露した[28]。
  - 7月にオーストラリア・メルボルンで行われるカウボーイビバップのコンサートにゲスト出演[29]。後ほど横浜で開催される「SANKYO presents マクロスF ギャラクシーライブ☆ファイナル 2025」2日目の公演にシークレットゲストとして登場[30]。
  - 加藤登紀子歌手デビュー60周年特別企画「加藤登紀子と行く故郷ハルビンの旅」の一環として、8月に中国・ハルビンで行われるコンサートにゲスト出演[31]。
  - 12月にスペイン・バルセロナで行われるマンガ・アニメイベント「MANGA BARCELONA」にライブ出演。SEATBELTSと山根麻以も参加[32]。

## 特徴
クラシックから民族音楽、ロック、テクノ、アイドルポップまで、古今東西の多様な音楽ジャンルの要素を巧みに取り入れる。渡辺信一郎は初めてデモテープを聴いたとき「本当にひとりの人が作ってるの?」と驚き、初対面での愛らしい印象とのギャップから、ゴーストライターがいるのではないかといぶかしがった。本人にはジャンルや自分の音楽性という意識はなく、「作品が最初から持っている音を掘り出しているみたいな感覚です」と語っている。器用貧乏と言われ傷ついた事もあるというが、「器用貧乏も10年続けるとゴールデン器用（または金の小手先）に変わる」と語っている。尊敬する音楽家として、現代音楽からポップスまで作曲した武満徹の名を挙げている。
嗜好として、ジャズやテクノのような「曲調が長くて段取りやリズムが決まっているように聴こえるもの」は途中で飽きてしまうので性に合わない。作曲する時には聴く人を飽きさせないよう工夫を盛りこむため、楽曲に濃い（高カロリー、ファットな）傾向があると自己分析している。クラブミュージックに見られる繰り返しの多いミニマルな展開や、キックの4つ打ちもあまり好きではなく、『Cowboy Bebop remixes music for freelance』のリミキサーの選定をしていた渡辺や佐藤大に対して「これは音楽じゃない」「マシンが鳴っているだけで気持ち悪い」と言い、2人から大量のクラブミュージックのレコードを聞かされたという。その後、佐藤も参加した『攻殻機動隊 STAND ALONE COMPLEX』では作品世界を意識した結果4つ打ちを取り入れている。好きではないジャンルの一番輝くところを掴み出す力について、佐藤は「音楽的ツンデレ」と評している。
オーケストラの譜面を緻密に構成する一方、途中でいいアイデアが出たら、それまでの作業をあっさり捨てられるような自由自在さを持っている。『WOLF'S RAIN』のサントラでは、東京で録音し完成していたバンド編成のオケを、アメリカのスタジオ作業中にふと聞いた印象で、ボーカルとアコースティック・ギター一本の弾き語りに差し替えた、とボーカルのスティーブ・コンテが語っている。コンテ自身、ジャズギターの学校を卒業しているとはいえ、すでに完成したオケを破棄し、弾き語りに差し替えたことに相当驚いたという。
曲ができる時はテープを再生するように完成した形で頭の中に流れてくるといい、それを「カセットテープが落ちてくる」と表現する。打ち合わせ中に、関係者から話を聞きながらその場で作ってしまうことが多い。また、完成した曲を耳で確認しながら、別の曲の譜面を同時に書けるという。
クライアントとの打ち合わせでは、具体的な作品内容よりも依頼者の人物像から「その人が何をして欲しいのか」を感じ取るという。監督との作業について「言葉で言えない"違いの綾"を探りながら、こういうことが言いたかったんだと音で探していくのが好きなんです。翻訳に近い作業だと思います」と語っている。時には発注されていない曲を作って送る事もある。
職業作曲家としてのサウンドトラック制作を表現活動のメインに据えるスタンスのため、多作でありながら個人名義のオリジナルアルバムのリリースには積極的ではない。本人名義だった『Song to fly』も、音楽を担当した簡易フライトシミュレーションゲーム『アースウインズ』のサウンドトラックを同コンセプトの元で肉付けした構成であり、本人も「あれはゲーム音楽」と述べている。他には、代表的なCM音楽をまとめたアルバム『CMようこ』『CMようこ2』をリリースしている。
『ブレンパワード』の作曲を担当した際、総監督の富野由悠季から「男性と女性の裏に秘められた、そのレズとかホモとか、そういう危うさも含んだところでの、あの遺伝子の暗躍する感じ」という曲を作るよう注文され、どういうことなのか非常に悩んだというエピソードがある。
作曲以外にも、『カウボーイビバップ』の「3.14」や『オーバン・スターレーサーズ』の主題歌「Chance To Shine」（岩里祐穂との共作）、『おんな城主 直虎』の劇中歌「わたしが竜宮小僧だったとき」（森下佳子との共作）など、少数ではあるが作詞も手掛けている。

## 本名以外での活動

### Gabriela Robin
菅野の作品には、作詞家・ボーカルとしてGabriela Robin（ガブリエラ・ロビン）という名がしばしばクレジットされている。曲によっては、この歌手の声が明らかに菅野のものであることから、「Gabriela Robinは菅野の変名なのではないか」という推測がなされてきた。作詞者としては比較的文法などから自由な日本語、英語などを駆使して詞を綴る。変わったところではあたかも仏語であるかのように書かれた日本語詞があり（多田葵「Wo qui non coin」）、菅野はこれをハナモゲラと呼んでいる。
通常、コンサートでは坂本真綾やOrigaが代役を務めていたが、2009年7月7日のコンサート「超時空七夕ソニック」において、初めてGabriela Robinが聴衆の前で歌うことが事前に告知された。コンサートパンフレット『超時空七夕ソニック』の「Interview with Gabriela Robin」の項では、Gabriela Robinの写真として菅野の扮装姿が掲載され、コンサートのラストではRobinの歌唱曲「Moon」（『∀ガンダム』挿入歌）を、菅野自身が歌いあげた。
名前の由来は『マクロスプラス』のサントラ制作でイスラエル・フィルハーモニー管弦楽団と初めて海外録音した際、当時のイスラエル首相がイツハク・ラビンだったため。「超時空七夕ソニック」で公表した理由は「深い意味なかったのに隠してることに疲れたから（笑）」とのこと。
なお、シェリル・ノーム starring May'nの配信シングル「ゴ〜〜ジャス」（2017年）は、作詞がROBIN ROBINSON（ロビン・ロビンソン）、作編曲が菅野よう子とクレジットされている（両者の関係は不明）。

### SEATBELTS(シートベルツ)
菅野のレコーディングに参加する常連ミュージシャンである今堀恒雄（ギター）、渡辺等（ベース）、佐野康夫（ドラム）、三沢またろう（パーカッション）、本田雅人（サックス）らと菅野（キーボード・ピアノ）により編成されたブルース/ジャズバンド。メンバーには「てつ100%」時代からの仲間もいる。「シートベルツ(SEATBELTS)」という名前はタクシーの「シートベルトをお締めください」という注意書きから思いついた。
『カウボーイ・ビバップ』ではTHE SEATBELTS名義でOPテーマ「Tank!」やサウンドトラックを演奏。2度のライブを行い、ライブDVD『FUTURE BLUES』（2001年）も発売された。「美人プロデューサー『Y.K』に率いられ宇宙をツアー中」という劇中設定もある。
2009年には「来地球記念盤」と銘打った『スペース バイオチャージ』を発表し、ワルシャワフィルや国内外アーティストを交えて7月7日にさいたまスーパーアリーナで「超時空七夕ソニック 次回公演は22世紀を予定しております」を開催した。
2020年7月7日午後7時7分（日本時間）より有料配信イベント「YOKO KANNO SEATBELTS オンライン七夕まつり」を開催。SEATBELTSのメンバーが11年ぶりに集結し、「Tank!」「ライオン」などのスタジオセッションを行った。

### Samply Red
所属するCM音楽制作会社GRAND FUNKのクリエーターとともに使用する別名義。商品別にCM曲とリミックス集を収録した4枚のシングル（資生堂PERFECT ROUGE、久光製薬温熱用具、サントリーカルピスウォーター、ホンダ・プレリュード）をリリースしている。

## 評価
賞歴については後述の「受賞」を参照。
『マクロスプラス』での菅野の仕事を境に、アニメサントラの潮流が変わったとしばしば指摘されている。Elements Garden代表の上松範康は高校生時代に『マクロスプラス』の音楽に出会い、アニメ業界を志したと語っている。日本のアニメソングをカヴァーしているハウスミュージシャン/プロデューサーのラスマス・フェイバーは、10代のころ『マクロスプラス』を知って以来、菅野の大ファンだと述べている。
アニメ音楽家の先輩である田中公平も「彼女の出現以降、日本のアニメがより一層世界中の注目を集めた」と語り、菅野に対して感謝を述べている。田中は菅野の音楽の変遷について、デビューから1990年代までを「センスの時代」、2005年ごろまでを「サウンドの時代」、それ以降を「洗練された下世話の時代」と表現する。後輩の神前暁は「同じアニメ作品にかかわるコンポーザーとして、遥か遠くに見える超えたい壁」と評している。
劇伴作曲家の澤野弘之は、菅野については「いちばん最後に影響を受けたと言える」「こんなにもいろいろなアプローチができる音楽家がいることに衝撃を受ける」などと敬意を示している。
俳優の小栗旬は『カウボーイ・ビバップ』の音楽のファンで菅野のCDをすべて持っており、監督としての初作品『シュアリー・サムデイ』の音楽を菅野に直接依頼した。
女優の長澤まさみは実写映画『ハチミツとクローバー』から菅野を知り、『海街diary』の撮影の始まりに是枝裕和監督に菅野を推薦したこともある。長澤は「五感で作品を記憶させてくれるような菅野さんの映画音楽が大好きで、いつか彼女の音楽が付いた映画に出てみたかったんです」と語っている。
LUNA SEA、X JAPANなどのギタリストSUGIZOは菅野の「10年来の大ファン」と称し、菅野との仕事に関しては「（彼女の）ヴィジョンが常にはっきりしてる」「一緒にやっているとこっちも引っ張られて全てのリスポンスが速くなる」と語っている。Perfumeの大本彩乃はアニメ『坂道のアポロン』が好きで、音楽担当の菅野については他の代表作の名を挙げて好感を示し、「菅野よう子とジャズに恋してます」などとコメントしている。
現代ジャズ/フュージョン界の第一人者で、グラミー受賞アーティストのパット・メセニーは自身のアルバムのプロモーションのインタビュー中、前後の脈絡無く唐突に菅野の楽曲に好意的なメッセージを残している。
歌手のMIKAは、世界中で一番好きなアレンジャーやプロデューサーとして彼女の名前を挙げている。
Newsweek日本版「世界が尊敬する日本人100」に掲載されている。

## 作品

### アニメ

#### 音楽担当
- マクロスプラス（1994年）
- マクロスプラス MOVIE EDITION（1995年）
- MEMORIES - 『彼女の想いで』（1995年）
- 天空のエスカフローネ（1996年、溝口肇との共作）
- 音響生命体ノイズマン（1997年）
- カウボーイビバップ（1998年）[69]
- ブレンパワード（1998年）
- ∀ガンダム（1999年）
- 劇場版エスカフローネ（2000年）
- 地球少女アルジュナ（2001年）
- カウボーイビバップ 天国の扉（2001年）
- 劇場版∀ガンダム（2002年）
- WOLF'S RAIN（2003年）[70]
- 攻殻機動隊 STAND ALONE COMPLEX（2003年）
- 攻殻機動隊 S.A.C. 2nd GIG（2004年）
- 創聖のアクエリオン（2005年、保刈久明との共作）[71]
- 攻殻機動隊 STAND ALONE COMPLEX Solid State Society（2006年）
- DARKER THAN BLACK -黒の契約者-（2007年）
- 創星のアクエリオン（2007年、保刈久明との共作）
- Genius Party - 『BABY BLUE』（2007年）
- 劇場版アクエリオン（2007年、保刈久明との共作）
- マクロスF（2008年）
- リング・オブ・ガンダム（2009年）
- 劇場版マクロスF 虚空歌姫〜イツワリノウタヒメ〜（2009年）
- 劇場版マクロスF 恋離飛翼〜サヨナラノツバサ〜（2011年）
- アクエリオンEVOL（2012年、大塚彩子との共作）
- 坂道のアポロン（2012年）
- 残響のテロル（2014年）
- 創勢のアクエリオンEVOL（2015年、保刈久明、大塚彩子との共作）
- 劇場短編マクロスF ～時の迷宮～（2021年）

#### 主題歌・挿入歌
（音楽を担当した作品を除く）
- 紅の豚（1992年） - 「時には昔の話を」（加藤登紀子）編曲
- 姫ちゃんのリボン（1993年） - 「流れ星にのって」（大谷育江）作編曲
- ぼくの地球を守って（1993年） - 「時の記憶」（SEIKA）、「金色の時 流れて」「遥かなロンド」（新居昭乃）など数曲を作編曲
- はじまりの冒険者たち レジェンド・オブ・クリスタニア（1995年） - 「遥かな祈り」（三重野瞳）作曲
- CLAMP学園探偵団（1997年）- 「Gift」（坂本真綾）作編曲
- ロードス島戦記-英雄騎士伝-（1998年） - 「奇跡の海」（坂本真綾）作編曲
- マクロス ダイナマイト7（1998年） - 「ANGEL VOICE」（熱気バサラ）作編曲
- カードキャプターさくら（1999年） - 「プラチナ」（坂本真綾）作編曲
- 地球防衛企業ダイ・ガード（1999年） - 「走れ走れ」（遠藤響子）編曲、「星の木馬」（新居昭乃）作編曲
- 人狼 JIN-ROH（2000年） - 「grace Jinroh-Main Theme-omega」（Gabriela Robin名義）作詞・ボーカル
- ラーゼフォン（2002年） - 「ヘミソフィア」（坂本真綾）作編曲
- ラーゼフォン 多元変奏曲（2003年） - 「tune the rainbow」（坂本真綾）作編曲
- オーバン・スターレーサーズ（2006年） - 「Chance To Shine」（AKINO from bless4）、「笑ってた」（スコシ）作編曲
- コードギアス 亡国のアキト （第1章 - 第3章）（2012年） - 「モアザンワーズ」（坂本真綾）作編曲
- スペース☆ダンディ（2014年） - 「X次元へようこそ」（やくしまるえつこ）編曲、「知りたい」（泉まくら）作曲、BGM数曲を作編曲
- アクエリオンロゴス（2015年） - 「ヤマイダレdarlin'」「夜明けのロゴス」（May'n）作編曲
- コードギアス 亡国のアキト （第4章 、最終章）（2015年）- 「アルコ」（坂本真綾）作編曲
- SPY×FAMILY Season 2（2023年） - 「クラクラ」（Ado）菅野よう子×SEATBELTS名義で編曲、詞曲はmeiyo
- 想星のアクエリオン Myth of Emotions（2025年）- 「告白」（AKINO from bless4）作編曲、糸曽賢志と作詞

#### 声優として参加
- Genius Party Beyond 『次元爆弾』（2008年） - クウ役

### ゲーム
- 三國志（1985年）
  - 「三國志X」では「三國志」からの四曲がオーケストラアレンジされて使用されている。
- 信長の野望シリーズ
  - 全国版（1986年）
  - 戦国群雄伝（1988年）
  - 武将風雲録（1990年）
  - 覇王伝（1992年）
  - 天翔記（1994年）
    - 「天下創世」以降のシリーズでも、「OVERTURE 〜信長の野望〜」（全国版より）がプレオープニング曲として使用されている。
    - 同シリーズの第14作「信長の野望・創造」のテーマソング「Shine -未来へかざす火のように-」は、ボーカルを務める平原綾香が「OVERTURE 〜信長の野望〜」をモチーフに創った楽曲。
- 蒼き狼と白き牝鹿・ジンギスカン（1987年）
- 維新の嵐（1988年）
- 大航海時代シリーズ
  - 大航海時代（1990年）
  - 大航海時代II（1993年）
- アースウインズ（1997年）
- マクロスプラス -GAME EDITION-（2000年）
- ナップルテール（2000年）
- カウボーイビバップ 追憶の夜曲（2005年）
- ラグナロクオンラインII （2007年）
- MONSTER UNIVERSE（2023年）

### 実写映画
- ぼくは勉強ができない（1996年）
- 夏時間の大人たち（1997年）
- Beautiful Sunday（1998年）
- tokyo.sora（2002年）
- 水の女（2002年）
- 下妻物語（2004年）
- 阿修羅城の瞳（2005年）
- 好きだ、（2006年）
- ハチミツとクローバー（2006年）
- 優雅な世界（2007年）
- シュアリー・サムデイ（2010年）
- ペタル ダンス（2013年）
- 海街diary（2015年）

### テレビドラマ
- 世にも奇妙な物語 - 『ママ新発売』（2001年）
- 真夜中は別の顔（2002年） - 23時の音楽（kanno yoko feat.sakamoto maaya）
- X'smap〜虎とライオンと五人の男〜（2004年）
- 父に奏でるメロディー（2006年）
- 蒼井優×4つの嘘 カムフラージュ - 第1章「人生って嘘みたい」（2008年）
- 風に舞いあがるビニールシート（2009年）
- ごちそうさん（2013年）
- おんな城主 直虎（2017年）
- あなたのそばで明日が笑う（2021年）
- 実写版ドラマ『カウボーイビバップ』（2021年）
- 舞妓さんちのまかないさん（2023年）

### CM
500本以上の楽曲を手がけており、現在でも多くの作品が放映されている。菅野本人は1000本以上とも語っている。ただし数えた事は無いという。採用企業の中で代表的なものを以下に挙げる。
コスモ石油、日本石油、東京電力、東京メトロ、シャープ、マイクロソフト、カシオ、パイオニア、日立製作所、富士通、富士ゼロックス、富士フイルム、キヤノン、インテル、トヨタ自動車、日産自動車、本田技研工業、富士重工、ヤマハ発動機、ダイムラー・クライスラー、日本IBM、アサヒビール、キリンビール、キリンビバレッジ、サッポロビール、サントリー、コカコーラ、資生堂、ポーラ化粧品、カネボウ、コーセー、みずほ銀行、UFJ銀行、森永製菓、明治製菓、グリコ、J-PHONE→ボーダフォン、NTT DoCoMo、KDDI、ほっともっと、ミヤギテレビ、JR東海、JR東日本、ユニクロ、Google、DeNA、小田急電鉄、パナソニック、ペプシコーラ、アンファー、JT、JTB、八十二銀行、積水ハウス、ソニー

### 個人活動
- Song to fly（1998年） - 10曲中5曲はゲーム『アースウインズ』用の楽曲
- CMようこ（2007年、配信限定。2008年、CDリリース） - オフィシャルテレビCM作品集
- CMようこ2（2009年）
- スペース バイオチャージ（2009年）
- 7月のラクエン 〜Extra thanks〜（2009年）- 同年7月に行われた公演「超時空七夕ソニック 次回公演は22世紀を予定しております」で販売された「七夕ソニックチキュウ公演パンフレット」付属CDの収録曲。
- きみでいて ぶじでいて[72]（2011年3月12日） - 東北地方太平洋沖地震被災者への応援曲。作詞は一倉宏。
- 1231（2011年） - 第62回NHK紅白歌合戦オープニングテーマ
- 花は咲く（2012年） - NHK東日本大震災プロジェクト「明日へ」のテーマソング[73]。作詞は岩井俊二。
- Song of departure（2012年）- 同年12月に行われた早稲田大学グリークラブ第60回定期演奏会にて初演された男声四部合唱組曲。全9曲。
- MERRY SONG（2013年）- アートプロジェクト『MERRY PROJECT』のテーマソング[74]。作詞は一倉宏。
- ワンピ （2015年）- 2013年の春にユニクロのワンピースのCMで使われた楽曲。2015年10月に配信限定でリリース。
- 奉祝曲 組曲 「Ray of Water」（2019年） - 令和元年11月に皇居前で開催された「天皇陛下御即位をお祝いする国民祭典」で披露された奉祝曲[75]。全三部から成る組曲。
  - 第一楽章 「海神」 - オーケストラ演奏。
  - 第二楽章 「虹の子ども」 - 辻井伸行によるピアノソロ演奏およびオーケストラの協奏。
  - 第三楽章 「Journey to Harmony」 - ピアノやオーケストラの伴奏で嵐による歌唱。作詞は岡田恵和。シングル「カイト」（2020年）のカップリング曲として収録。
- Session Starducks（2020年） - 新型コロナウイルスの影響で外出自粛が広がるなか、自宅待機中のファンのために立ち上がったスタジオセッションプロジェクト。該プロジェクトによる「Tank! Virtual Session 2020」、「Don't Bother None 2020」、「Space Lion Virtual Session 2020」、「"Real Folk Blues" for These Days」4曲は同年5月に配信限定でリリース。
- レビュー・アラベスク『シルクロード～盗賊と宝石～』（2021年）- 同年1月より上演される宝塚歌劇団雪組・望海風斗と真彩希帆の退団公演に楽曲提供[76]。作と演出は生田大和が担当。
- 水上ショー『アオと夜の虹のパレード』（2025年）- 同年4月に開幕する「2025年日本国際博覧会」に上演される水上ショーの音楽を担当。同会場で河森正治が手掛けたパビリオン「いのちめぐる冒険」による没入型空間プロジェクト「ANIMA!」のサウンドプロデュースも担当。

### その他
- おニャン子クラブ - コンサート「卒業記念 1987 おニャン子クラブSPRINGコンサート "おニャン子Sailing夢工場"」（1987年）にキーボードで出演。同年にライブ・アルバム『おニャン子Sailing夢工場'87LIVE』が発売。
- 門あさ美 - アルバム『La Fleur Bleue』（1988年）にキーボードで参加。
- 佐藤博 - アルバム『アクア』（1988年）にキーボードで参加。ミュージック・スクエア（テレビ東京・1988年）にキーボードで出演。
- 吉野千代乃 - アルバム『Montage』（1988年）、『Song Bird』（1989年）、『Melanger』（1990年）に楽曲提供。
- 溝口肇 - アルバム『PRECIOUS』（1989年）、『日曜日の印象』（1992年）、『Aqua Color in Paris』（1995年）、『Far East～世界の車窓から～』（1998年）、『Eternal Flame』（1999年）、『Angel』（2001年）、『世界の車窓から Next Journey』（2004年）に演奏やボーカルなどで参加。他には溝口が手かけたいろんなテレビドラマのサントラに演奏で参加。
- 中島啓江 - アルバム『KEIKO NAKAJIMA』（1990年）に4曲提供。
- 遊佐未森 - 渋谷パルコ劇場で行われた「6Episodes」コンサート（1990年）において、ヴァイオリニスト中西俊博をコンサートマスターとして編成された中西俊博室内管弦楽団にピアノで参加。
- 中西俊博 - シングル「スキット・エクスプレス」（1991年）、アルバム『In The Pocket』（1990年）、『Walkin' in Paris』（1991年）、『You Make Me Blue』『Sailling On Strings』（1992年）、『Flappers and Philosophers』（1993年）、『TV Select』（1994）、『Fiddling in my nest』（1995年）にピアノや編曲などで参加。1990年の中西のコンサートにもピアノ・キーボードで参加している。この数年間、中西のJAZZクラブでのライブにも出現し、生ピアノだけでなく、MacintoshをMIDI楽器として併用したパフォーマンスを披露していた。
- KARAK - アルバム『Silent days』（1991年）、『flow』（1992年）、『七月の雪』（1998年）にキーボードで参加。
- Falcom Sound Team J.D.K. - アルバム『PERFECT COLLECTION SORCERIAN』（1991年）にピアノで参加。
- 藤城清治 - 影絵画集『天地創造』（1991年）のサウンドトラック『天地創造～藤城清治メルヘンコレクション』楽曲プロデュース。
- 遠藤響子 - シングル「祈り」（1992年）ほかを編曲。
- 米米CLUB - 『ICTL no.2/K2C Produce』（1992年、テレビドラマ「素顔のままで」サウンドトラック）内の「愛してるのに (Piano Version)」を編曲。
- 千住明 - サントラ『誰かが彼女を愛してる〜And I love her』（1992年）、『機動戦士Vガンダム SCORE 2』（1993年）、『家なき子 オリジナルサウンドトラック』（1994年）に演奏で参加。
- 木村充揮 - シングル「アイム・ソーリー」（1992年、チオビタドリンクCM曲）を作編曲。
- 五島良子 - シングル「白い色は恋人の色」（1993年）を編曲。原曲はベッツィ&クリスによる同名の曲。
- 辛島美登里 - アルバム『Arrangement』（1993年）内の「瞳・元気～都会のひまわり～（インストゥルメンタル）」「赤わいん」2曲を編曲。
- 須川展也 - アルバム『ノスタルジア』（1993年）内の「ノスタルジア」「モーニング」を作編曲。アルバム『シシュポスの夢』（1994年）内の「ウィズアウト・ユー」を編曲。
- 奥井亜紀 - メジャーデビュー曲「銀のスプーンで」（1993年）を編曲。後に菅野が劇中音楽を担当したテレビアニメ「∀ガンダム」にてエンディングテーマ「月の繭」（2000年）など数曲の歌唱を担当。
- 雪村いづみ - アルバム『I'm a Singer』（1994年）内の「この道のどこかで」「虹〜Singer〜」の2曲にピアノで参加。
- トルヴェール・クヮルテット - アルバム『My Favorite Things』（1994年）内の「Strange Grass Hopper」を作編曲。
- NHKスペシャル「中国〜12億人の改革開放」- 音楽担当。（1994年）
- 白鳥由里 - シングル「あたらしいくつ」（1995年）の作詞・作曲。アルバム『Caramel POP』（1995年）内の「Child Again」作詞・作曲。
- 今井美樹
  - アルバム『Love Of My Life』（1995年）およびコンサートのサウンドプロデュース、キーボード奏者としてのツアー参加。
  - アルバム『Thank you』（1996年）における過去曲リメイク。
  - シングル「月夜の恋人たち」（2000年）のストリングス編曲。
- SYMPHONIC LUNA SEA II（1995年）- 収録曲より「IN MIND」「MOTHER」2曲を編曲。
- 保刈久明 - ラジオ・サントラ『ぼくマリ Radio Attack どんどんぱふぱふしゃんしゃんしゃん』（1995年）に演奏で参加。
- 小泉今日子 - シングル「オトコのコ オンナのコ」（1996年）を編曲。同名アルバムにて2曲作詞、8曲作曲、全曲編曲。中の「for my life」は、1999年に小泉が主演したドラマ「恋愛結婚の法則（ルール）」の主題歌となってシングルとして発売されたが、編曲はキハラ龍太郎に替わった。
- UA
  - 1996年の着物のCMソング「涙目の恋」作編曲。アルバム『PETIT』のデラックスエディション（2016年）に初収録。
  - 同じく1996年の着物のTV CM曲「夢で逢いましょう」編曲。原曲はTV番組「夢であいましょう」主題歌として制作された坂本スミ子の同名の曲。アルバム『アメトラ』のデラックスエディション（2016年）に初収録。
- EPO - アルバム『DANCE』（1996）内の「Friends」「いとしなみだ」「海の中で泣いたなら」3曲を編曲。
- TBSラジオドラマ「Xキャラクターファイル」（1996年）- サンドトラック『X CHARACTER FILE ORIGINAL SOUNDTRACK』内の「YUZURIHA」「KAREN」「SUBARU」「ARASHI」4曲を作編曲。溝口肇の曲でピアノ演奏。
- 坂本真綾 - 楽曲プロデュース（1996年 - 2003年）

  - 2010年に遣唐使船再現プロジェクトテーマソング「美しい人」を作編曲。アルバム『You can't catch me』（2011年）に収録。
  - シングル「モアザンワーズ」（2012年）のカップリング「デコボコマーチ（隊列は君に続く）」を作編曲。
  - アルバム『シングルコレクション+ ミツバチ』（2012年）内の「猫背」を作編曲。
- 新居昭乃 - アルバム『そらの庭』（1997年）内の「人間の子供」「小鳥の巣」2曲を編曲。ベストアルバム『空の森』（1997年）をプロデュース。
- 井上陽水 - アルバム『九段』（1998年）内の「エンジの雨」を編曲。
- Crystal Kay
  - 1998年のサントリービタミンウォーターのCM曲「Eternal Memories」を作編曲。同年の三木鶏郎広告音楽賞を受賞。1999年7月に同タイトルのデビューシングルとしてリリース。
  - 味の素のクノールカップスープのCM曲「Good Morning Sue」を作編曲。3枚目のシングル「こみちの花」（1999）のカップリング曲として収録。
- 宮本文昭 - アルバム『オマージュ・オ・ブルー』（2000年）内の4曲にピアノで参加。
- 錦織健 - 2003年2月19日に同日発売されたシングル「Per l'eternita」（YOKO KANNO vs.Roman Police Department feat.KEN NISHIKIORI名義）とアルバム『Per l'eternita(永遠に)』（錦織健名義）内のタイトル曲（資生堂ピエヌCM曲）を作編曲。
- 小林桂 - シングル「流し目プレイ☆」（2003年、資生堂ピエヌCM曲）を作編曲。
- 山本精一 - サントラ『マインド・ゲーム オリジナル・サウンドトラック』（2004年）内の「RHAPSODY」の編曲およびピアノ演奏を担当。
- SMAP
  - 2004年のドラマ『X'smap〜虎とライオンと五人の男〜』主題歌「Song of X'smap」を作曲。シングル「友だちへ〜Say What You Will〜」（2005年）のカップリング。
  - アルバム『super.modern.artistic.performance』（2008年）の「Jazz」作詞・作曲。
  - シングル「not alone 〜幸せになろうよ〜」（2011年）の作編曲。
  - シングル「さかさまの空」（2012年、連続テレビ小説『梅ちゃん先生』主題歌）を作編曲。
  - アルバム『GIFT of SMAP』（2012年）内の「gift」作曲。「Theme of gift -prologue-」「Theme of gift -epilogue-」作編曲。
  - 2012年の「SMAP SHOP」限定CD「GIFT from SMAP」サウンドプロデュース。
  - シングル「Joy!!」（2013年）の編曲。
- T.M.Revolution - セルフカバーアルバム『UNDER:COVER』（2006年）内の「THUNDERBIRD」の編曲。同年に行われた日本武道館でのライブにゲストピアニストとして出演。
- Say Hello! あのこによろしく。（2006年） - DVD版音楽プロデュース、サウンドトラックは配信限定。
- 湯川潮音 - ミニアルバム『雪のワルツ』（2007年）内の「木漏れび」作曲。キヤノンのデジタルビデオカメラのCM曲。
- AKINO from bless4
  - ファーストアルバム『Lost in Time』（2007年）の全曲を作編曲。
  - アルバム『Decennia』（2015年）内の「君の神話〜アクエリオン第二章」を含む６曲を作編曲。
  - ベストアルバム『your ears, our years』（2021年）内の「創聖のアクエリオン」を含む14曲を作編曲。
- 元ちとせ - オムニバスアルバム『image7』（2008年）内の「恵みの雨」を作編曲。P&GのH&SシャンプーのCM曲。
- May'n
  - アルバム『メイン☆ストリート』（2009年）内の「May'n☆Space」作曲。
  - 2017年3月にマクロスシリーズ35周年企画の一環として発表された新曲「ゴ～～ジャス」を作編曲。2017年4月に配信限定でリリース。
- 畠山美由紀 - プラチナ・ギルド・インターナショナル「サンクスデイズ・プラチナ」CM曲「Timeless」（2009年）を作編曲。ベストアルバム『CHRONICLE 2001-2009』（2009年）に収録。
- 布施明 - NHK土曜ドラマ『風に舞いあがるビニールシート』（2009年）主题歌「i say,"yes"」を作編曲。アルバム『スペシャル ベスト 〜1965-2009〜』（2009年）に収録。
- 清浦夏実 - アルバム『十九色』（2010年）内の「アノネデモネ」を作編曲。
- 加藤登紀子
  - シングル「さくらんぼの実る頃」（1992年）の日本語ヴァージョンを編曲。
  - シングル「君が生まれたあの日」（2010年）を編曲。
  - アルバム『登紀子 旅情歌 -風歌 KAZEUTA』（2012年）内の「風歌 KAZEUTA」を編曲。テレビ東京のドラマ『白虎隊〜敗れざる者たち』主題歌。
- 手嶌葵 - シングル「Because」（2010年、ネット配信）を作編曲。カップリング曲「a little because」も作編曲。
- ILA - アルバム『Cyber Bicci サイバー・ビッチ』（2011年）の全曲を作編曲。
- 明坂聡美 - シングル「明け盤」（2011年）のカップリング曲「けものおと。」を作編曲。
- 土屋アンナ - シングル「UNCHAINED GIRL」（2011年）内の「Master Blaster」を作曲・プロデュース。ギターはMIYAVIが担当。オンラインゲーム「C9 (Continent of the Ninth)」のイメージソング。
- 中島愛
  - アルバム『Be With You』（2012年）内の「金色〜君を好きになってよかった」を作曲。
  - シングル「Good Job!」（2018年）のカップリング曲「ランカと Brand New Peach」を作編曲。『歌マクロス スマホDeカルチャー』一周年記念曲として使用される。
  - 大阪・関西万博の河森正治プロデュースのパビリオン「いのちめぐる冒険」の超時空シアター主題歌『499秒』（2025）の後編を作編曲。河森正治、Tim Jensenと共に作詞。同年4月に配信リリース。
- フリーダ - ボディウォッシュ「メルサボン」のCM曲「Petitsavon」（2012年、ネット配信）を作編曲。アルバム（2013）『フォー・ユー・ラブ』日本盤のボーナストラックとして収録。
- エギル・オルセン - 2011年のユニクロCMで使用された楽曲 「She」を作編曲。2013年3月に配信限定でリリース。
- 鈴木梨央 - 2013年4月NHK総合にてオンエアされた楽曲「花は咲く【アニメバージョン】」を作編曲。シングル『親と子の「花は咲く」』（2013年）に収録。
- イル・ディーヴォ - 2013年9月にNHK総合にてオンエアされた楽曲「花は咲く～FLOWERS WILL BLOOM」を作編曲。アルバム『ミュージカル・アフェア』（2013年）に収録。
- 指田郁也 - 2014年6月に羽生結弦が実際に被災したアイスリンク仙台で披露した「花は咲く」のスペシャルプログラムで使用された曲「花は咲く〜羽生結弦Ver.〜」（2014年、ネット配信）を作編曲。
- 永野亮 - 2014年6月に公開された映画『渇き』の挿入歌「free fall」「free fall reprise」を作曲。他BGM数曲も作編曲。DVD・BDプレミアム・エディション付属のサントラCDに収録。
- 南壽あさ子 - 2014年8月に放送された積水ハウスシャーメゾンCMソング「積水ハウスの歌」をリアレンジ。アルバム『Panorama』（2015年）に収録。
- 高畑充希 - 2014年9月にNHKの東日本大震災・復興支援キャンペーン「花は咲く 東北に咲く」の一環で制作された5分アニメで使用された曲「花は咲く」（新バージョン）を作編曲。
- クラムボン - シングル「yet」（2015年）のストリングス編曲。同年に行われた日本武道館でのライブにゲスト指揮として出演。
- 花は咲くプロジェクト - アルバム『ハナハサク』（2015年）全曲を作編曲。これまで菅野自身が編曲を手掛けた「花は咲く」の様々なバッションを収録。
- May J. - 2015年4月にNHK総合にてオンエアされた楽曲「花は咲く ～大好き♡東北Ver.～」を作編曲。アルバム『Futuristic』（2017年）に収録。この曲に菅野の提案で歌詞の一部を変更した。
- 私立恵比寿中学 - 9thシングル「スーパーヒーロー」（2015年）内の「ポンパラ ペコルナ パピヨッタ」を作編曲。
- 臼澤みさき - 2016年1月に「NHK杯フィギュア スペシャルエキシビション」で、荒川静香・鈴木明子・羽生結弦・本田武史が披露した「花は咲く」のスペシャルプログラムで使用された曲「花は咲く～盛岡2016～」を作編曲。シングル「花は咲く～盛岡2016～」（2016年）に収録。カップリング曲「花は咲く～花は咲グ～」も作編曲。
- 山寺宏一&水樹奈々 - 2016年3月にNHK総合にてオンエアされた楽曲「花は咲く～アニメスター・バージョン」を作編曲。シングル「花は咲く～アニメスター・バージョン」（2016年）に収録。
- 吉田沙保里・内村航平・福原愛ほか - 2017年3月にNHK総合にてオンエアされ、リオデジャネイロオリンピック・パラリンピックに参加したメダリストたち総勢55人が歌う「花は咲く～リオデジャネイロ メダリストバージョン～」を作編曲（笹路正徳と共に編曲）。
- 関ジャニ∞ - アルバム『ジャム』（2017年）内の「今」を編曲。詞曲はakira nise名義で星野源が担当。
- May'n&中島愛
  - 2018年1月にマクロスシリーズ35周年記念で東京スカイツリーとのコラボイベント“マクロス BLUE MOON SHOW CASE IN TOKYO SKYTREE”より発表された新曲「Good Job!」を作編曲。『マクロスF』のテレビ放送10周年を記念して企画されたシングル「Good Job!」（2018年）に収録。
  - シングル「時の迷宮」（2021年）のカップリング曲「サクリファイス」を作編曲。
- 新しい地図（稲垣吾郎・草彅剛・香取慎吾） - 2018年3月に駒沢オリンピック公園で行われたパラスポーツイベント「パラ駅伝 in TOKYO 2018」の開会式で披露された応援チャリティーソング「雨あがりのステップ」を作編曲。同月中に配信限定でリリース。同年6月30日までの売上金額のすべてが寄付され、日本財団パラリンピックサポートセンターを通じてパラスポーツの支援に充てられる。
- 羽生結弦・髙梨沙羅・宇野昌磨ほか - 2018年6月にNHK総合にてオンエアされ、ピョンチャンオリンピック・パラリンピックに参加したアスリートたち総勢60人が歌う「花は咲く～ピョンチャンバージョン～」を作編曲。
- 怪物舞踏団（石川さゆり・SUGIZO・KenKen・DJ RENA・にゃんごすたー）- ペプシコーラのブランド「ペプシ Jコーラ」のCMで使用された楽曲「百鬼夜行」（2018年）を作編曲（SUGIZOとの共作）。同年7月に世界245の国と地域で配信される。
- chelly - スクウェア・エニックスより2018年11月に稼働開始となるアーケードゲーム『星と翼のパラドクス』の主題歌「星と翼のパラドクス」を作編曲。作詞は児玉雨子。
- 上白石萌歌 - 「〈NHK〉2020応援ソング プロジェクト」による応援ソングの新バージョン「パプリカ『上白石萌歌』バージョン」を編曲。2018年11月に放送する『2018 NHK杯国際フィギュアスケート競技大会』最終日の特別プログラム「レジェンドオンアイス」で使用される。詞曲は米津玄師。
- 石川さゆり - アルバム『民～Tami～』（2019年）内の「おてもやん」「島原の子守唄」2曲を編曲。
- 六角精児&松井玲奈 - 2019年3月にNHK総合にてオンエアされた楽曲「花は咲く～走れ！サンテツver.～」を作編曲。岩手県の三陸鉄道リアス線の開通に合わせて制作される。
- 結城萌子 - シングル「innocent moon」（2019年）内の「さよなら私の青春」を編曲。詞曲は川谷絵音。
- 辻井伸行 - 令和元年「天皇陛下御即位をお祝いする国民祭典」で披露された奉祝曲のピアノソロ・バージョン「Ray of Water［piano solo main theme］」を作編曲。2020年3月に配信限定でリリース。
- 嵐 - 嵐と13の賛同企業により2020年9月に始動した共同プロジェクト「HELLO NEW DREAM. PROJECT」の一環となるスペシャルムービーに使われた、デビュー曲「A・RA・SHI」の特別バージョン「A・RA・SHI -for dream ver.-」を編曲[77]。同年11月に公開。
- 西田敏行・草彅剛・本郷奏多ほか - 2021年1月にNHK総合にてオンエアされた楽曲「花は咲く2021」の編曲およびピアノ演奏を担当。震災から10年に向けて制作されるバージョン。歌詞は出演者の方々が朗読で披露。
- 葉音
  - NTT東日本グループの企業テーマソングの1つとして使われる楽曲「めぐれ」を作編曲。2023年4月に配信限定でリリース。
  - 大阪・関西万博の河森正治プロデュースのパビリオン「いのちめぐる冒険」の超時空シアター主題歌『499秒』（2025）の前編「ワカンタンカ」を作編曲。同年4月に配信リリース。
- Maya - テレビアニメ「カウボーイビバップ」最終話のエンディング曲「Blue」の新バージョン「Blue feat. Maya」を作編曲。2024年1月に放送されるHondaのグローバル企業広告「MOVE」編のCMソングとして使用される。同年3月に配信リリース。

## 受賞
- 広告音楽大賞競技会金賞受賞
- 三木鶏郎広告音楽賞（1998年） - サントリービタミンウォーター
- 第13回日本ゴールドディスク大賞（1999年）アニメーション・アルバム・オブ・ザ・イヤー - COWBOY BEBOP オリジナルサウンドトラック
- 東京アニメアワード アニメーション・オブ・ザ・イヤー音楽賞
  - 攻殻機動隊 STAND ALONE COMPLEX （2003年）
  - 攻殻機動隊 S.A.C. 2nd GIG （2004年）
  - 劇場版アクエリオン（2008年）[78]
  - マクロスF（2009年）
  - 坂道のアポロン、アクエリオンEVOL（2013年）
- 2008年度JASRAC賞銀賞 - 創聖のアクエリオン
- 第8回 大正琴音楽大賞（2014年）- 花は咲く
- 第39回日本アカデミー賞（2015年）優秀音楽賞 - 海街diary [79]
- 平成アニソン大賞（2019年）作曲賞（1989年 - 1999年） - Tank![80]
- ACC TOKYO CREATIVITY AWARDS（2019年）フィルム部門・サウンドデザイン - 「スカルプD メディカルミノキ5」CMソング「奇跡」
- 渡辺晋賞（2020年）[81]